# Méristème apical caulinaire
 (mai 2013).

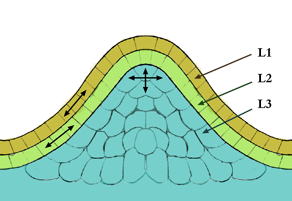
Schéma représentant l'organisation en couches d'un méristème apical.

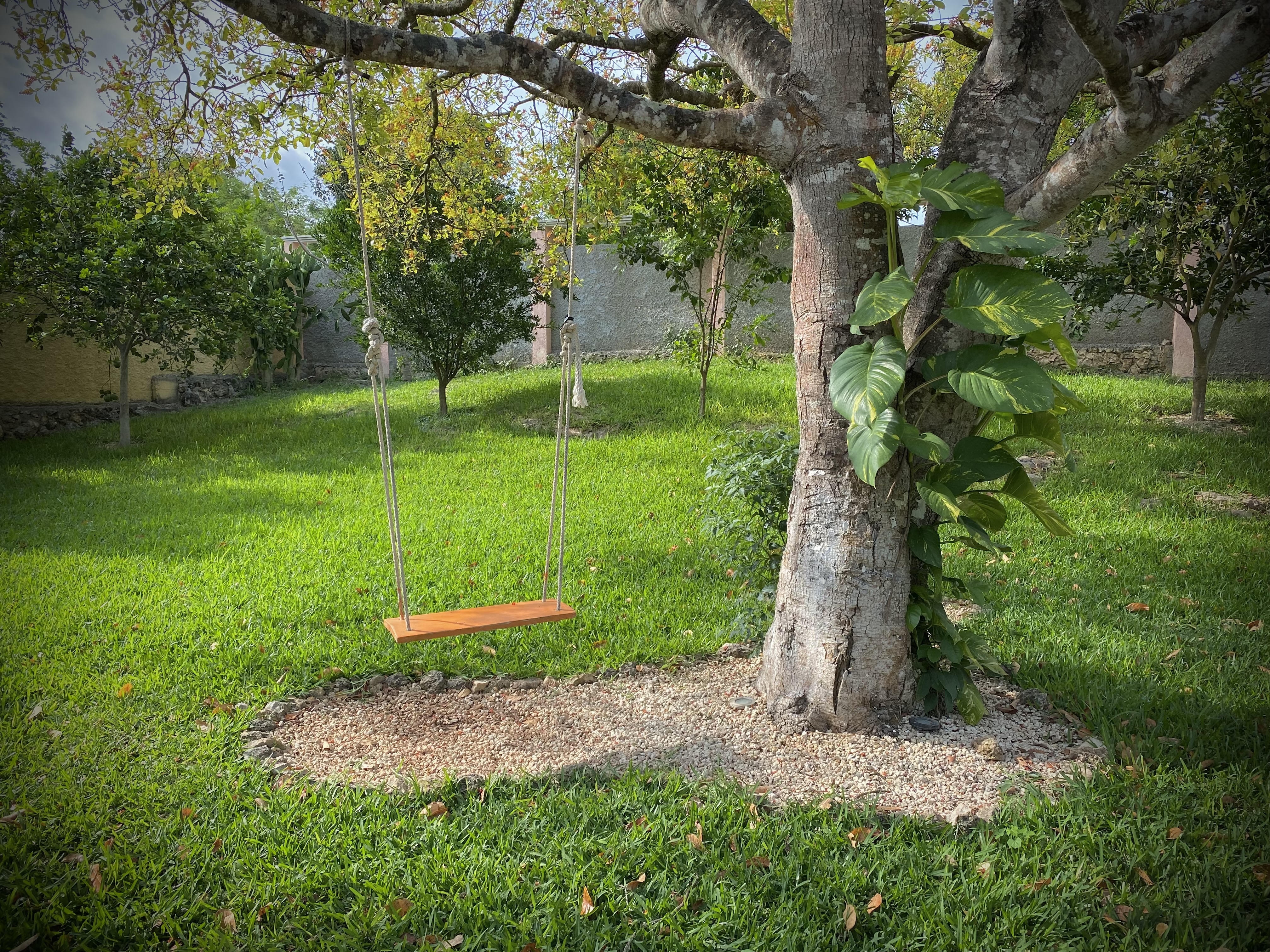
Une balançoire suspendue à une branche ne monte pas au cours des années alors que le tronc poursuit sa croissance en longueur assurée par l'activité du méristème apical caulinaire. Cette observation met en évidence l'action de ce méristème uniquement à l'extrémité du tronc et des branches. Les axes éloignés de ce méristème sont trop rigidifiés par la lignine pour s'allonger.

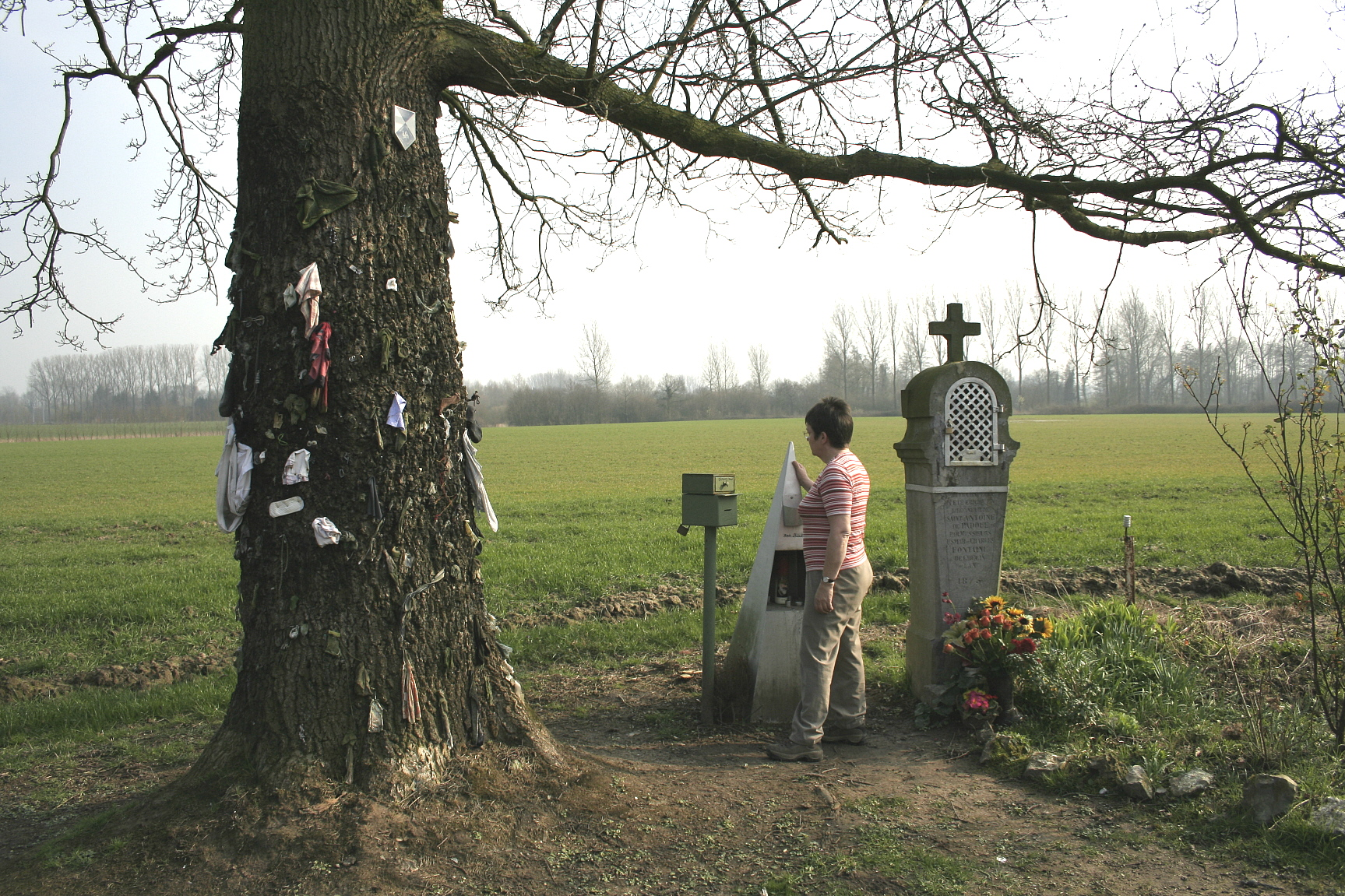
Même observation au niveau d'un arbre à clous. Ces pièces métalliques ne montent pas au cours des années mais s'enfoncent dans le tronc, phénomène qui s'explique par une croissance en épaisseur due au fonctionnement d'un méristème différent des méristèmes apicaux, le cambium.

Le méristème apical caulinaire (MAC) (du latin apex, apicis = « sommet, extrémité » et caulis = « tige » )  est la zone de croissance de la partie aérienne des végétaux. Il est constitué de cellules indifférenciées qui vont se diviser tout au long de la vie de la plante en cellules se différenciant, une des cellules-filles restant indifférenciée dans le méristème, pour en former les différents organes et faire croître la plante.

## Fonctionnement du MAC
Dans ce méristème caulinaire apparaissent des cellules qui, en se multipliant et en se différenciant, vont donner des feuilles, des bourgeons axillaires, des tiges et des bourgeons floraux. On peut dire que contrairement au système racinaire dont les ramifications sont aussi de structure racinaire, l'axe caulinaire se ramifie superficiellement pour former des organes de natures différentes et pas seulement des tiges.
De manière répétitive et indéfinie jusqu'à la mort de la plante, il engendre la formation de phytomères, c'est-à-dire des entre-nœuds qui sont des « unités de plantes », de feuilles selon une disposition particulière (phyllotaxie) spécifique à la plante et de bourgeon axillaire.

## Anatomie du méristème apical caulinaire
Le méristème apical caulinaire est constitué de plusieurs zones qui n'ont pas de délimitations très nettes. Chez les angiospermes, il forme un dôme de 0,5 à 3 mm de diamètre formé de petites cellules de tailles non équivalentes.
Il est d'abord formé d'une zone centrale très peu active quant aux mitoses. On y distingue deux couches superficielles T1 et T2 (tunica). On a ensuite une zone périphérique qui entoure la zone centrale. Après vient la zone médullaire aux mitoses peu fréquentes. La zone médullaire forme des fils de cellules à l'origine de la moelle centrale. La délimitation des différentes région de l'apex n'est pas fixe car quand l'une ou l'autre des cellules est détruite, elle est remplacée par les cellules de la zone voisine qui adoptent le modèle de division cellulaire de leur nouvelle situation. Ainsi, la destinée des cellules ne dépend pas de leur origine, mais de leur position dans l'apex caulinaire.
La formation d'un cytomère correspond à l'apparition d'une ou plusieurs feuilles, d'un ou plusieurs bourgeons axillaires ou de l'allongement de la tige principale. Chaque étape va correspondre à un fonctionnement particulier du méristème caulinaire.
La formation des feuilles, ou initiation foliaire, correspond à l'élargissement de la zone périphérique qui produit tout d'abord un initium foliaire. Ce dernier possède une forme de croissant qui, au fur et à mesure des divisions cellulaires, va grandir et donner l'ébauche foliaire.
Le bourgeon axillaire est d'origine superficielle exogène car il se différencie dans les tunicas.
La formation de la tige est liée à l'activité du méristème médullaire qui se trouve au centre du dôme du méristème caulinaire.
Ces méristèmes apicaux fonctionnent tout au long de la vie de la plante. Sous l'action de nombreux signaux (variation de la photopériode, vernalisation...), les méristèmes caulinaires vont se transformer en méristèmes floraux, et vont donc être à l'origine de la formation d'une fleur. Cette fleur peut être unique ou en inflorescence.
Ce changement s'accompagne de modifications exceptionnelles puisqu'on passe d'un mode de croissance indéfini à un mode de croissance définie. En effet, une fois la morphogénèse florale terminée, le méristème cesse son activité et va disparaître  avec la chute des fleurs et des fruits.